# 千年戀人
《千年戀人》是香港女歌手陳慧嫻於1985年1月25日以個人名義在日本推出的日語迷你專輯，同時亦是她以《少女雜誌》牌頭推出的日粵語大碟。《千年戀人》亦是專輯中的點題歌曲，專輯由Phonogram/PHILIPS公司出版。《千年戀人》收錄兩首單曲，是《逝去的諾言》及《讓我快樂》的日語版。而《千年戀人、少女雜誌》大碟的歌曲當中，除了點題歌曲《千年戀人》外，另有3首歌曲日文版取代，而其餘歌曲基本上和《少女雜誌》的歌曲相同。

## 專輯曲目

### 千年恋人 日語Single
| 曲序 | 曲目                            |   | 时长 |
| ---- | ------------------------------- | - | ---- |
| 1.   | 千年恋人 (日)（陳慧嫻）         | - | 4:01 |
| 2.   | この空のどこかに (日)（陳慧嫻） |   | 3:25 |

### 千年戀人、少女雜誌 (日本大碟)
| 曲序 | 曲目                            |   | 附註                 | 时长 |
| ---- | ------------------------------- | - | -------------------- | ---- |
| 1.   | 千年恋人 (日)（陳慧嫻）         | - | 《逝去的諾言》日語版 | 4:01 |
| 2.   | 海邊之戀（陳樂敏）              |   |                      | 3:07 |
| 3.   | 不要再問（黎芷珊）              |   |                      | 4:21 |
| 4.   | 只要我開心（陳慧嫻）            |   |                      | 3:05 |
| 5.   | この空のどこかに (日)（陳慧嫻） |   | 讓我快樂 日語版      | 3:25 |
| 6.   | 永遠の愛 (日)（黎芷珊）         |   | 絕對痴心 日語版      | 2:48 |
| 7.   | 想い出の季節 (日)（陳樂敏）     |   | 夕陽家鄉 日語版      | 3:29 |
| 8.   | 悲哀的催眠曲（黎芷珊）          |   |                      | 3:31 |
| 9.   | 任你怎麼收（陳樂敏）            |   |                      | 3:28 |
| 10.  | 痴情夢醒（陳慧嫻）              |   |                      | 5:19 |

參考資料：

## 點題歌曲
《千年戀人》是《逝去的諾言》的日語版，由三浦德子填上日語詞。陳慧嫻曾上日本節目演唱。